# 델멘호르스트

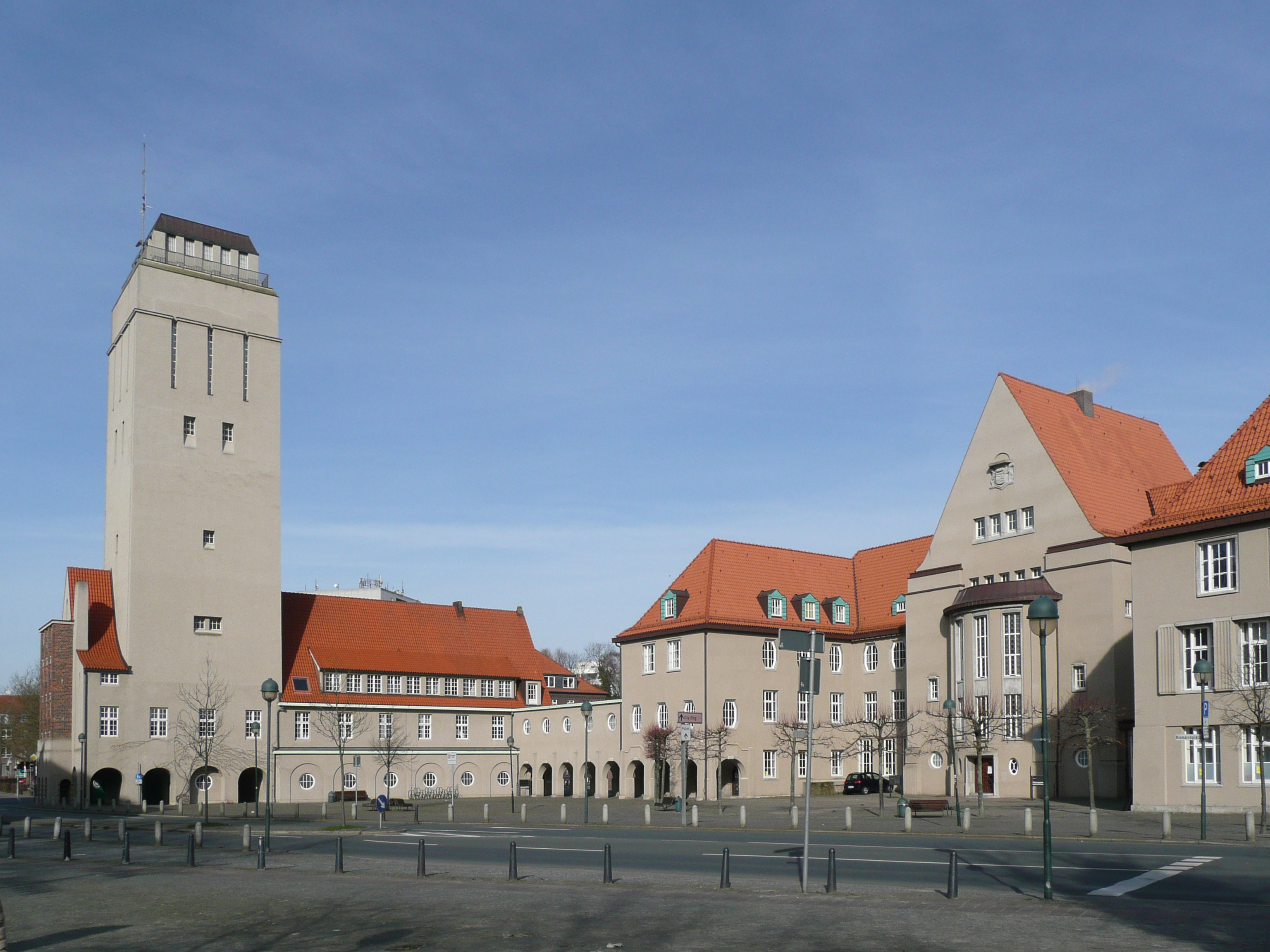
델멘호르스트

델멘호르스트(독일어: Delmenhorst)는 독일 니더작센주에 위치한 도시로 면적은 62.36km2, 높이는 7m, 인구는 76,323명(2015년 12월 31일 기준), 인구 밀도는 1,200명/km2이다. 브레멘 도심에서 서쪽으로 10km 정도 떨어진 곳에 위치한다.

시 문장